# Truman Bethurum
Truman Bethurum (21 tháng 8 năm 1898 – 21 tháng 5 năm 1969) là người tiếp xúc UFO thứ hai nổi tiếng trong thập niên 1950, tự nhận đã nói chuyện với những thực thể từ các hành tinh có người ở khác và tham gia vào chuyến đi cùng tàu vũ trụ của họ. Những trải nghiệm của Bethurum đã dẫn ông đến thăm hỏi và thảo luận về vấn đề này với George Adamski.
Bethurum sinh ra ở Gavalin, California, và vào đầu những năm 1950 đã làm việc như một thợ máy trong đội xây dựng đường bộ và làm tư vấn tâm linh. Vào năm 1953, tạp chí và tờ báo đầu tiên của Bethurum được xuất bản (Redondo Beach
Daily Breeze, 25 tháng 9 năm 1953) kể về những lần liên lạc với nhau trong mười một dịp riêng biệt bởi nhóm phi hành gia một con tàu không gian đã hạ cánh xuống đây, và liên tục trò chuyện với nữ thuyền trưởng khêu gợi Aura Rhanes. Đĩa bay và phi hành đoàn nói một thứ tiếng Anh thông tục, đến từ hành tinh lạ lẫm Clarion (được cho là ở vùng tối của Mặt Trăng), mà hướng từ Trái Đất, luôn luôn ở ngoài tầm nhìn. Một cuốn sách năm 1954, Aboard a Flying Saucer, đã đưa ra nhiều chi tiết về nỗi khổ của Bethurum trong tay của những kẻ hoài nghi và rất nhiều thông tin về Clarion và người dân của hành tinh này.
Hầu hết những người tiếp xúc UFO trong giai đoạn này đã trở thành lãnh đạo trong các phong trào kiểu mẫu để thông báo cho mọi người về sự sống thông minh ngoài Trái Đất, bao gồm George Adamski, George Van Tassel, Daniel Fry, George King và nhiều người khác nữa. Bethurum cho biết rằng người vũ trụ đã nhờ ông xem xét tạo ra một nơi học tập cho những người quan tâm đến việc cân nhắc khả năng về sự sống thông minh ngoài Trái Đất, với chính Bethurum làm người điều hành. Sanctuary of Thought, một nhóm triết học, sau đó được tạo ra ở gần Prescott, Arizona. Bethurum tuyên bố mình sở hữu bằng chứng vật lý như các vật phẩm độc nhất do chính thuyền trưởng Aura Rhanes trao cho ông.
Một số cuốn sách sau này của Bethurum bao gồm The Voice of the Planet Clarion (1957), Facing Reality (1958), và The People of the Planet Clarion (1970), đều được xuất bản sau khi ông qua đời ở Landers, California vào năm 1969. 44 trang đầu tiên của cuốn cuối cùng là một quyển tự truyện của Bethurum bao gồm cuộc đời của ông cho đến năm 1953. Columba Krebs đã viết tiếp phần sau.
Bản thân Bethurum từng đùa cợt trong nhiều bài diễn văn công khai của ông rằng người vợ thứ hai của ông đã ly dị ông vào năm 1955 chủ yếu do sự ghen tị của thuyền trưởng Rhanes. Sau đó ông đã kết hôn lần thứ ba, với đám cưới diễn ra tại một trong những Hiệp hội Tàu vũ trụ Giant Rock phổ biến hàng năm của George Van Tassel.